# Pont de Sant Quirze de Besora
El pont de Sant Quirze de Besora és un pont sobre el riu Ter a Sant Quirze de Besora (Osona), inclòs a l'Inventari del Patrimoni Arquitectònic de Catalunya.
El pont originari del segle xv va ser renovat a principis del segle xx, així com el 1939 quan fou destruït durant els darrers dies de la guerra civil i el 1940 quan fou arrasat per un aiguat. També s'hi van fer importants reformes el 2008 i el 2014. Actualment ostenta el nom de Pont de l'1 d'Octubre de 2017.

## Història
El primer pont que es va construir sobre el riu Ter al seu pas per Sant Quirze de Besora data del 1516, quan el 25 de maig d'aquest mateix any el batlle del terme de Besora, Pere Clarella, va fer portar la pedra i la sorra per construir-lo. Aquesta construcció d'estil gòtic es va haver de restaurar a principis del segle xx, quan l'estructura es va folrar completament i les arcades gòtiques es van convertir en una estructura pesant i poc harmònica.
Des d'aleshores, el pont s'ha hagut de reconstruir dues vegades i reformar en diverses altres. La primera vegada en què va quedar pràcticament destruït va ser l'any 1939, quan es va fer caure el pont en el moment en què la Guerra Civil ja arribava a la seva fi, deixant incomunicats els pobles de Sant Quirze, Vidrà i Santa Maria de Besora. La demolició del pont va obligar els vilatans a creuar cap a l'altra banda del riu mitjançant una passarel·la de ferro.
Quan encara no havia acabat el procés de reconstrucció, un fort aiguat l'octubre de 1940 va deixar-lo molt malmès i es va haver d'enderrocar per començar-ne de nou la construcció.
L'obra en si es va acabar tres anys després però no va ser fins al 1945 que, amb la incorporació de les voreres i els llums per part de l'Ajuntament de Sant Quirze, el pont va adquirir l'aspecte que va lluir durant dècades.
Amb el pas del temps la seguretat del pont va començar a qüestionar-se i es va fer evident la urgència per adaptar-lo a les necessitats de la població i del trànsit per tal d'evitar el perill d'accidents. Va ser per això que el desembre de l'any 1994, l'alcalde de Sant Quirze d'aquell moment, Joaquim Bosch, va començar a reclamar la necessitat de remodelar-lo a la Diputació de Barcelona. La resposta del Director del Servei d'Obres Públiques de la Diputació va ser que no es faria, ja que un hipotètic eixamplament del pont no resoldria els problemes que hi havia. Mesos més tard, des de l'Ajuntament de Sant Quirze es tornava a manifestar la urgència de fer reformes, exposant que en cinquanta anys que feia que havia estat construït no s'hi havia fet ni obres de manteniment ni de conservació i insistint que l'estretor tant de les voreres com de la calçada suposava un perill. Destacava la importància d'estudiar l'eixamplament sobretot de les voreres i la necessitat que el Departament d'Obres Públiques assumís la responsabilitat de valorar l'estat del pont.

## Reforma de 2008
L'estiu de l'any 2008 la Diputació de Barcelona va decidir actuar, tot i que només hi va fer una intervenció superficial que encara va irritar més els vilatans. Aquesta rehabilitació va consistir a treure part del ciment superficial en mal estat de les columnes i arrebossar-les i pintar-les de nou. La idea inicial consistia a eliminar una de les voreres per a deixar-ne únicament una de més ample, però la descoberta que sota una de les voreres hi havia els serveis de Telefònica va fer modificar els plans inicials. Així doncs, van seguir-hi havent-ne dues, una de 90 cm i una altra de només 40 cm. Tot i la reforma, es va posar en evidència que seguien presents algunes deficiències de seguretat. L'alçament de la vorera va provocar que la barana fos més baixa dels límits legals i, per tant, posava en dubte la seguretat dels vianants.
Les queixes dels veïns no tardaren a arribar. Molts tenien la sensació que havia estat pitjor el remei que la malaltia. Aquest fet va quedar demostrat quan Joaquim Bosch i Rosa Vestit, aleshores cap de l'oposició, van enviar una carta a la diputada Anna Hernández exposant totes les deficiències que seguia presentant el pont i els perills de seguretat que comportava. Aquesta carta anava acompanyada de 848 signatures de vilatans que també es mostraven en desacord amb l'estat en què havia quedat el pont després de les reformes. També l'equip de govern d'aquell moment, d'ERC, va mostrar el seu descontentament públicament per diversos aspectes de la rehabilitació. Poc després, ja es va començar a pensar en l'ampliació del pont i en quina en seria l'obra definitiva. Finalment, el maig del 2014 va començar la reforma integral del pont de Sant Quirze.
Els vehicles havien de circular per un desviament provisional que unia els municipis de Sant Quirze i Montesquiu. Per garantir la seguretat en el recorregut, es van preveure dos punts amb pas alternatiu regulat per semàfor: el primer en el pont de Montesquiu i un segon en les proximitats del pas a nivell sobre les vies del ferrocarril de Sant Quirze de Besora.

### Talls vianants
- 12 de maig: es va iniciar el tall a la circulació de vehicles, la Diputació de Barcelona va informar que el tall del pont per a la circulació de vehicles començaria el dilluns 12 de maig a les 9 del matí, no obstant l'accés de vianants es mantindria obert.
- Del 16 al 21 de juny: es van dur a terme talls nocturns al pas de vianants facilitant-los un servei de taxi, una parada davant el Bar Esport i l'altre a la carretera de Vidrà davant l'antic bar Bisaura per travessar de banda a banda del pont.
- Del 24 al 29 de juny: el pont va tornar a quedar tallat pels vianants, de les 22:00 hores a 07:00 del matí. Es torna a establir el servei de taxi gratuït per travessar de banda a banda.

## Reforma de 2014
L'any 2014 es va portar a terme una nova reforma i ampliació del pont per adaptar-lo a les necessitats de circulació tan de vehicles com de vianants i millorar-ne la seguretat. L'obra va ser finançada íntegrament per la Diputació de Barcelona. El dia 1 de novembre de 2014 es va fer la inauguració des les reformes del pont. Van presidir l'acte el president de la Diputació de Barcelona, Salvador Esteve Figueras, i l'alcaldessa M. Rosa Vestit Villegas.